# Фальки
Фальки (біл. вёска Фалькі) — село в складі Вілейського району Мінської області, Білорусь. Село підпорядковане В'язинській сільській раді, розташоване в північній частині області.

## Історія
З 1793 після другого розділу Речі Посполитої Фальки, як і вся Вілейщина, входила до складу Російської імперії, був утворений Вілейський повіт у складі спочатку Мінської губернії, а з 1843 - Віленської губернії.
У 1921–1945 роках застінок знаходилось у Польщі, у Вільнюськім воєводстві, Вілейського повіту, у гміні В'язинь .

## Населення
- 1921 рік — 249 людини, 46 будинків[2]
- 1931 рік — 267 людини, 47 будинків[3].